# Achterindische panter
De Achterindische panter (Panthera pardus delacouri) is een ondersoort van de luipaard die voorkomt in Zuidoost-Azië en Zuid-China. In Indochina zijn panters zeldzaam buiten beschermde gebieden en worden ze bedreigd door habitatverlies als gevolg van ontbossing en stroperij voor de illegale handel in wilde dieren. In 2016 werd gedacht dat de populatie 973-2.503 volwassen dieren telde, met slechts 409-1.051 volwassen fokdieren. Het historische verspreidingsgebied was met meer dan 90% afgenomen. Vanaf 2019 wordt echter geschat dat er 77-766 volwassen Achterindische panters zijn en dat hun aantal afneemt.
De ondersoort werd voor het eerst beschreven in 1930 door Reginald Innes Pocock op basis van een panterhuid uit Annam.

## Eigenschappen
Pocock beschreef een Achterindische panterhuid als bijna roestrood in grondkleur, maar bleker aan de zijkanten. Het had kleine rozetten die meestal 3,8 cm × 3,8 cm in diameter waren en zo dicht op elkaar zaten dat het donker leek. De vacht was kort met minder dan 2,5 cm lang haar op de rug. Hij merkte op alleen zwarte panters uit Johor en andere gebieden op het Maleisisch schiereiland te hebben gezien, tentoongesteld in menagerieën. Hij nam daarom aan dat het aandeel zwarte panters verder naar het zuiden toeneemt.
Gegevens van camerastudies die tussen 1996 en 2009 zijn uitgevoerd op 22 locaties in Zuid-Thailand en op het Maleisisch schiereiland laten zien dat Achterindische panters ten noorden van de landengte van Kra voornamelijk gevlekt zijn. Ten zuiden van de landengte werden alleen melanistische panters waargenomen. Melanisme komt vaak voor in dichtbegroeide tropisch bossen en zwarte panters zouden een selectief voordeel hebben bij hinderlagen.

## Verspreidingsgebied en leefgebied
De Achterindische panter komt voor in Zuidoost-Azië, waar vandaag de dag alleen nog kleine populaties voorkomen in Myanmar, Thailand, Maleisië, Cambodja en zuidelijk China.
In het Chatthin Wildlife Sanctuary in Myanmar nam de populatie panters tussen 1940 en 1980 zo drastisch af, dat de populatie in 2000 werd geschat op bijna lokaal uitgestorven. In 2015 werden voor het eerst panters met cameravallen geregistreerd in de heuvelbossen van de deelstaat Kayin. Het Northern Tenasserim Forest Complex op de grens tussen Thailand en Myanmar werd in 2016 beschouwd als een bolwerk.
In Thailand komt de Achterindische panter voor in het Western Forest Complex, nationaal park Kaeng Krachan, het nationaal park Kui Buri, het Khlong Saeng Wildlife Sanctuary en het nationaal park Khao Sok. Maar sinds het begin van de 21e eeuw is de Achterindische panter niet meer waargenomen in de noordelijke en zuid-centrale bosgebieden van het land. In het Hala Bala Wildlife Sanctuary aan de Thais-Maleisische grens liepen tussen oktober 2004 en oktober 2007 slechts twee panters langs cameravallen.
In Maleisië komt de panter voor in de nationale parken Belum-Temengor, Taman Negara en Endau-Rompin. In april 2010 werd een gevlekte panter gezien in een cameraval in het nationaal park Taman Negara, waar voorheen alleen zwarte panters voorkwamen. Hij is ook waargenomen in secundaire bossen in de staten Selangor en Johor.
In Laos liepen tussen april 2003 en juni 2004 25 verschillende panters langs cameravallen die waren opgesteld in een gebied van 500 km² in het nationaal park Nam Et-Phou Louey. In 2010 werd gemeld dat er ook panters voorkwamen in het Nam Kan National Protected Area. Omdat er geen meldingen zijn, wordt vermoed dat panters vanaf 2019 zijn uitgeroeid in het land.
In Cambodja werden panters waargenomen in bossen in het Phnom Prich Wildlife Sanctuary tussen december 2008 en augustus 2009, en in Sre Pok Wildlife Sanctuary in 2009 en 2014. In 2021 werd geen enkel individu waargenomen in Oost-Cambodja, wat erop wijst dat ook deze populatie is uitgeroeid.
In Zuid-China werden tussen 2002 en 2009 in 11 natuurreservaten cameravalonderzoeken uitgevoerd, maar alleen in Changqing National Nature Reserve in de Qinling Shan werden panters waargenomen.
De panter is uitgestorven in Vietnam en Singapore.

## Ecologie en gedrag
Sinds het midden van de jaren 1980 werd er pantergericht veldonderzoek uitgevoerd in drie beschermde gebieden in Thailand:
- Tussen 1985 en 1986 werden uitwerpselen van panters verzameld in een bergbos met Dipterocarpaceae-bomen in de provincie Chiang Mai in het noordwesten van Thailand. De prooisoorten die in de uitwerpselen werden aangetroffen, waren vooral zuidelijke rode muntjak, gevolgd door everzwijn, langstaartgoral, brillangoer, Maleis stekelvarken en zwijnshert alleen in het warme seizoen van februari tot april.
- In 1996 werden drie panters voorzien van radiohalsbanden in het zuid-centrale deel van het nationaal park Kaeng Krachan, een heuvelachtig terrein met seizoensgebonden groenblijvend bos. Uit het onderzoek bleek dat twee mannetjes panters een activiteitsgebied hadden van 14,6-18,0 km² en een vrouwtje van 8,8 km². Ze gaven allemaal de voorkeur aan habitats waar prooisoorten zich ophoopten en die potentiële jachtmogelijkheden boden, namelijk op hoogtes van 500-600 m, rivier- en valleigangen en de hoofdweg, voorafgaand aan hoger gelegen en bebost terrein. Beide mannetjespanters breidden hun leefgebied iets uit tijdens het natte seizoen van juni tot oktober. Sambar, zuidelijke rode muntjak, Maleis stekelvarken en gaur zijn de meest voorkomende potentiële prooisoorten in dit beschermde gebied.
- Tussen 1994 en 1999 werden tien panters voorzien van radiohalsbanden in het noordwestelijke deel van Huai Kha Khaeng Wildlife Sanctuary en gedurende 9-41 maanden gevolgd. De analyse van de volggegevens onthulde een gemiddeld jaarlijks activiteitsgebied van volwassen mannetjes van 35,2-64,6 km². Zes volwassen vrouwtjes hadden de grootste in Azië geregistreerde activiteitsgebieden van 17,8-34,2 km², die ze allemaal uitbreidden in het droge seizoen van november tot april. Alle panters hadden een voorkeur voor droge altijdgroene en gemengde loofbossen met vlakke hellingen in de buurt van waterlopen.
- Wilde zwijnen, makaken en kleine kantjils werden geïdentificeerd als de belangrijkste potentiële prooisoorten voor de panter in een sterk gefragmenteerd secundair bos in Selangor, Maleisië.

## Bedreigingen
Er zijn nog maar weinig aaneengesloten gebieden over waar panters een kans hebben om op lange termijn te overleven. Ze worden voornamelijk bedreigd door de habitatverlies als gevolg van grootschalige ontbossing en door de uitputting van prooidieren door illegale jacht.
Een steeds groter wordende bedreiging is de jacht voor de illegale handel, die zijn potentieel toont om maximale schade aan te richten in een minimum van tijd: panters worden steeds meer gebruikt als vervanger voor tijgeronderdelen in de traditionele Chinese geneeskunde, waarbij de prijs van panteronderdelen stijgt naarmate tijgeronderdelen schaarser worden.

### Habitatvernietiging
Menselijk verkeer binnen beschermde gebieden heeft een negatieve invloed op de bewegingen en activiteit van panters. Ze vertonen minder dagactiviteit in gebieden die meer gebruikt worden door mensen. In dorpen in beschermde gebieden in Laos consumeert de lokale bevolking jaarlijks ongeveer 28,2 kg vlees van herten en wilde zwijnen per huishouden. Deze consumptie komt neer op 2.840 kg hoefdieren per 100 km², wat overeenkomt met het vlees dat nodig is om meerdere panters per 100 km² in leven te houden.
In een sterk gefragmenteerd tropisch regenwoud in de Maleisische hoofdstedelijke agglomeratie Klang Valley wordt de dichtheid van panters geschat op 28,35 individuen per 100 km². Als gevolg van het snel krimpen van de bossen zijn individuen mogelijk naar het resterende bos in dit gebied gedreven, waardoor hun populatie onverwacht hoog is. Panters werden vooral getroffen door bouwactiviteiten in het bos.

### Illegale handel
Er bestaan aanzienlijke binnenlandse markten voor huiden in Myanmar, in Maleisië voor traditionele medicijnen en in China voor huiden en beenderen, de laatste vooral als vervanger voor de tijger in traditionele Aziatische medicijnen en tonics. In China staat de overheid het gebruik van voorraden panterbotten door medicijnfabrikanten nog steeds toe, ondanks het verbod op binnenlandse handel.
In Myanmar werden 215 lichaamsdelen van minstens 177 panters waargenomen op vier onderzochte markten tussen 1991 en 2006. Onder de lichaamsdelen werden een panterpenis en testikels openlijk verhandeld, samen met andere delen van pas gedode dieren. Drie van de onderzochte markten liggen aan de internationale grenzen met China en Thailand, en trekken internationale kopers aan, hoewel panters volledig beschermd zijn onder de nationale wetgeving van Myanmar. De effectieve implementatie en handhaving van CITES wordt ontoereikend geacht.
Begin 2018 werd het karkas van een zwarte panter ontdekt in het Thung Yai Naresuan Wildlife Sanctuary in Thailand, samen met andere dieren. Ze waren in het bezit van een zakenman die voorzitter was van het bouwbedrijf Italian-Thai Development.
Achterindische panter (P. p. delacouri) · Indische panter (P. p. fusca) · Sri Lankaanse panter (P. p. kotiya) · Javaanse panter (P. p. melas) · Arabische luipaard (P. p. nimr) · Amoerpanter (P. p. orientalis) · Afrikaanse luipaard (P. p. pardus) · Perzische panter (P. p. saxicolor) · Anatolische panter (P. p. tulliana)